# ماتیاس پوگبا
ماتیاس پوگبا (انگلیسی: Mathias Pogba؛ زادهٔ ۱۹ اوت ۱۹۹۰) بازیکن فوتبال اهل گینه است.
از باشگاه‌هایی که در آن بازی کرده است می‌توان به باشگاه فوتبال پاتریک تیسل، باشگاه فوتبال سلتاویگو، باشگاه فوتبال دلفینو پسکارا، باشگاه فوتبال کراولی تاون، باشگاه فوتبال کرو آلکساندرا، و باشگاه فوتبال ورکسام اشاره کرد.
وی همچنین در تیم ملی فوتبال گینه بازی کرده است. در سال ۲۰۲۳ ماتیاس به دلیل اخاذی از برادرش پل پوگبا به ۳ سال زندان محکوم شد.